# 吉村純一
吉村 純一（よしむら じゅんいち、1956年 - ）は、ランドスケープアーキテクト。現在、多摩美術大学美術学部環境デザイン学科教授。

## 来歴
- 1956年：島根県松江市生まれ。
- 1980年：千葉大学園芸部造園学科卒業後、鈴木昌道造園研究所入所。
- 1990年：同研究所退所後、PLACEMEDIA代表。
- 1991年：PLACEMEDIA Landscape Architects Collaborative代表取締役。
- 1993年：千葉大学緑地環境学科非常勤講師
- 2002年：多摩美術大学美術学部環境デザイン学科非常勤講師。
- 2008年：同大学美術学部環境デザイン学科教授[1]

## 主な作品
- 城西国際大学（千葉県、1992年）
- 植村直己メモリアルパーク（兵庫県、1994年）
- ルネッサながと（山口県、1997年）
- 立教女学院（東京都、2002年）
- ペンブローク氷川ガーデンズ（2003年）
- ロイヤルホテルChiao-His（台湾、2005年）
- 帝京大学病院（東京、2008年）
- ザ・キャピトルホテル東急（東京、2010年）

## 受賞
- 1996年 建築学会賞（作品賞）植村直己冒険館（栗生明と共同）
- 2002年 平等院宝翔館BCS賞
- 2004年 パークシティー成城グッドデザイン賞
- 2006年 城西国際大学日本造園学会賞
- 2007年 川口リボンシティー・都市景観大賞
- 2009年 芝浦ルネサイト港区みどりの街づくり賞
- 2010年 日本生命札幌ビル北海道赤レンガ建築賞